# Mélissé

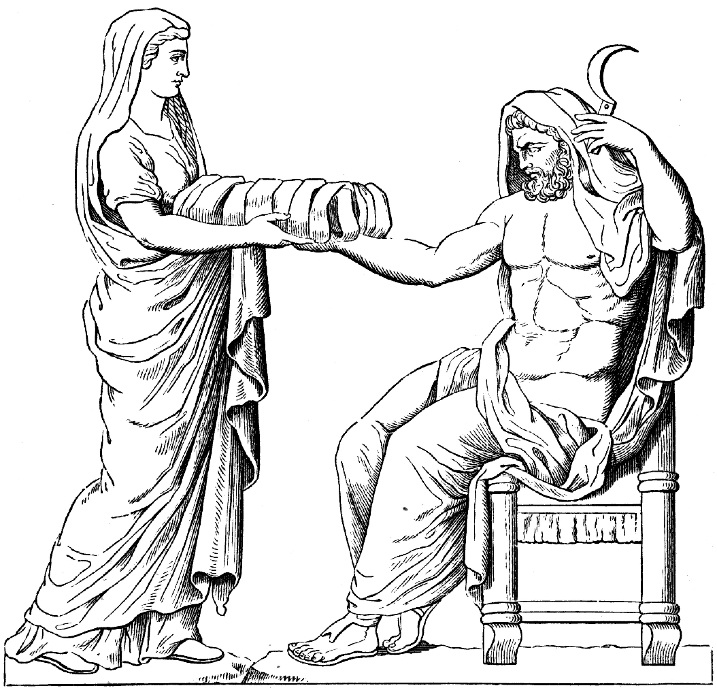
Rhéa présentant une pierre emmaillotée à Cronos, dessin du bas-relief d'un autel romain

Mélissé, Mélissée ou Melissos (Mélisseus) est un roi de Crète, père d'Adrastée et d'Ida (ou 
Aega (en), selon Hyginus), connues pour avoir pris soin de Zeus enfant. C'est l'aîné ainsi que la tête dirigeante des neuf Corybantes de Crête, considérés aussi comme des démons (dæmons) vivant sous le mont Ida. Ils firent un vacarme avec leurs lances et boucliers afin de couvrir les pleurs de Zeus enfant, lorsqu'il leur fut confié par la déesse Rhéa. L'enfant-dieu est ainsi caché de son père cannibale et est élevé dans la caverne consacrée à la Déesse (Da) célébrée par les Corybantes, de son nom. Les noms des deux filles de Mélissé, les Mélisses : Adrastée (« inévitable ») et Ida ou De (« déesse »), sont des noms d'usage pour la déesse mère Rhéa même.